# Geyer Kosinski
Geyer Kosinski est un producteur américain.

## Filmographie

### Télévision

#### Séries télévisées
- 2001 : On the Road Again (Going to California) (saison 1 : A Pirate Looks at 15 to 20) (producteur exécutif)
- 2003 - 2004 : La Star de la famille (Hope & Faith) (saison 1 : 14 épisodes) (producteur exécutif)
- 2012 - 2013 : Magic City (10 épisodes) (producteur exécutif)
- 2013 : Heartsick (producteur exécutif)
- 2014 : Fargo (9 épisodes) (producteur exécutif)
- 2023 : Opérations Spéciales : Lioness (Special Ops: Lioness)

#### Téléfilms
- 2002 : En direct de Bagdad (Live from Baghdad) de Mick Jackson (producteur exécutif)
- 2013 : Donor Party (producteur exécutif)

### Cinéma
- 1998 : Scrapple de Christopher Hanson (producteur exécutif et associé)
- 2001 : Daddy and Them de Billy Bob Thornton (producteur)
- 2003 : Sans frontière (Beyond Borders) de Martin Campbell (producteur exécutif)
- 2005 : Mr. et Mrs. Smith de Doug Liman (producteur exécutif)
- 2005 : Bad News Bears de Richard Linklater (producteur)
- 2006 : L'École des dragueurs (School for Scoundrels) de Todd Phillips (producteur)
- 2006 : The Astronaut Farmer de Michael Polish (producteur exécutif)
- 2006 : Calibre 45 (.45) de Gary Lennon (producteur)
- 2008 : L'Échange (Changeling) de Clint Eastwood (non crédité) (producteur exécutif)
- 2008 : Wanted : Choisis ton destin (Wanted) de Timur Bekmambetov (producteur exécutif)
- 2011 : Atlas Shrugged: Part I (producteur)
- 2012 : Jayne Mansfield's Car (producteur)
- 2013 : Standing Up de D. J. Caruso (producteur)
- 2014 : The Disappointments Room de D. J. Caruso (producteur)
- 2014 : London Fields de Mathew Cullen (producteur)
- 2016 : Bad Santa 2 de Mark Waters